# محرك الثايرستور

محرك الثايرستور (بالإنجليزية Thyristor drive) هو محرك الدائرة المسئول عن تنظيم التيار المتردد القادم من المصدر؛ عن طريق عنصر التحكم في طور الموجة الموجود في محرك الثايرستور، لتوفير الجهد المتغير اللازم لمحرك التيار المستمر .

## التطبيقات
تم استخدام الثايرستور لأول مرة عام 1960، ودام استخدامه لأكثر من 20 عامًا؛ كوسيلة للتحكم في المحركات؛ لبساطته. وفي عام 1980 تم استبدال الثايرستور بأجهزة إلكترونية أخرى مثل: (Chopper) [الإنجليزية] مع الأنظمة عالية الأداء نتيجة لرخص سعرها، وكفائتها العالية. العاكس الكهربائي (Inverter) مع المحركات ذات التيار المتردد وما زال الثايرستور يستخدم في تطبيقات الطاقة العالية كالقاطرات.